# MFK Vítkovice
 (mai 2018).
Si vous disposez d'ouvrages ou d'articles de référence ou si vous connaissez des sites web de qualité traitant du thème abordé ici, merci de compléter l'article en donnant les références utiles à sa vérifiabilité et en les liant à la section « Notes et références ».
Maillots
Le MFK Vítkovice est un club de football de Vítkovice, Ostrava, en Tchéquie qui joue 2e Division du Championnat de Tchéquie. Il a été fondé en 1919. 
Le club est quelque peu éclipsé par l'autre équipe principale de la ville : le FC Baník Ostrava. Les deux équipes ont une rivalité réciproque, comme le Baník est basé dans la partie Silésie de la ville, tandis que Vítkovice est situé dans la partie Moravie d'Ostrava. Le MFK Vítkovice cependant a toujours pu maintenir une base de fans dans les petites entreprises locales. 
Ils détiennent également une rivalité régionale avec le FK Třinec Fotbal de Třinec.

## Histoire
Le club a été fondé en 1919 sous le nom du SK Slavoj Vítkovice et ont joué leurs matchs dans la région Kunčičky de Ostrava. Le club toutefois a disparu en raison des problèmes financiers et a été remplacé en 1922 par le SK Vítkovice. Le club est devenu à partir du début, l'une des équipes les plus fortes dans la région d'Ostrava. En 1937-1938 un nouveau stade a été construit dans le district de Vítkovice. Il était censé être ouvert au public en octobre 1938, mais il n'a pas pu être ouvert en raison de l'occupation allemande de la ville. Le stade a été ouvert le 30 mai 1941. 
Le club a joué en première division de 1950 à 1952. En 1952, la ligue a subi la réorganisation et Vítkovice a été relégué de force en division inférieure. Le club est remonté dans l'élite de nouveau en 1981. La saison 1985-1986 a été le plus grand succès dans l'histoire du club, Vítkovice a été dirigé par le responsable Ivan Kopecký, il a remporté la Premier League tchécoslovaque. Vítkovice a joué en Coupe d'Europe pour la première fois de leur histoire. Le club, fortement soutenu financièrement par le fer et les aciéries locales, est tombé dans la crise financière après la Révolution de velours de 1989. L'industrie a retiré une partie de son soutien et le club a été contraint de fusionner avec le FC Karviná en 1994. Ensuite, le club a été relégué en deuxième division. La fusion a été annulée un an plus tard, mais la chute continue et Vítkovice a lutté dans le milieu de la Deuxième Division.  
Après des difficultés financières, le club a chuté en troisième division en 2010. En Février 2011, Vítkovice annonce son retrait du championnat en cours de saison, pour cause d’insolvabilité. Les résultats du club de la première moitié de saison ont été annulés, et les dettes du club sont estimées à plus de 15 millions de couronnes tchèques.
Le club repart en division régionale à partir de la saison 2011/2012. Le club monte d’une division en 2014, 2015 et finalement en 2016 gagne le droit de jouer en 2e Division pour la saison 2016/17.

## Repères historiques
- 1919 : fondation du club sous le nom du SK Slavoj Vítkovice.
- 1922 : le club est remplacé par le SK Vítkovice.
- 1985-1986 : 1er titre de Champion de République tchèque.
- 1986 : 1re participation à une Coupe d'Europe (C1, saison 1986/1987).
- 2010 : rétrogradation du club en Division 3 du Championnat de République tchèque.
- 2011 : rétrogradation du club en Division Régionale de République tchèque.
- 2012 : le club est remplacé par le MFK Vitkovice.

## Campagnes européennes à ce jour

### 1986-1987
Coupe des clubs champions :
|   | Tour          | Club         | Aller | Total | Retour | Club         |   |
| - | ------------- | ------------ | ----- | ----- | ------ | ------------ | - |
| 1 | Premier tour  | Paris SG     | 2-2   | 2-3   | 0-1    | FC Vitkovice | 2 |
| 3 | Deuxième tour | FC Vitkovice | 1-0   | 1-3   | 0-3    | FC Porto     | 4 |

### 1987-1988
Coupe UEFA :
|    | Tour                      | Club               | Aller | Total         | Retour | Club         |    |
| -- | ------------------------- | ------------------ | ----- | ------------- | ------ | ------------ | -- |
| 5  | Trente-deuxième de finale | FC Vitkovice       | 1-1   | 3-1           | 2-0    | AIK Solna    | 6  |
| 7  | Seizième de finale        | Dundee United      | 1-2   | 2-3           | 1-1    | FC Vitkovice | 8  |
| 9  | Huitième de finale        | Vitoria Guimarães  | 2-0   | 2-2 aux T.a.b | 0-2    | FC Vitkovice | 10 |
| 11 | Quart de finale           | Espanyol Barcelone | 2-0   | 2-0           | 0-0    | FC Vitkovice | 12 |

## Bilan
Mise à jour après le match FC Vitkovice-Espanyol Barcelone à Vítkovice.
- 12 matches en Coupe d'Europe (C1, C2, C3).

| Coupe               | Matchs Joués | Victoires | Nuls | Défaites | Buts marqués | Buts encaissés |
| Ligue des champions | 4            | 2         | 1    | 1        | 4            | 5              |
| Coupe UEFA          | 8            | 3         | 3    | 2        | 8            | 7              |
| TOTAL               | 12           | 5         | 4    | 3        | 12           | 12             |

### Adversaires européens
| - Dundee United - Espanyol Barcelone - Paris SG - Vitoria Guimarães - FC Porto - AIK Solna |